# Valgorge
Valgorge település Franciaországban, Ardèche megyében. Lakosainak száma 415 fő (2022. január 1.). Valgorge Beaumont, Borne, Dompnac, Laboule, Loubaresse és La Souche községekkel határos.

## Népesség
A település népessége az elmúlt években az alábbi módon változott:
| Lakosok száma | 338  | 330  | 430  | 421  | 463  | 450  | 436  | 417  | 420  | 415  |
|               | 1968 | 1982 | 1990 | 2006 | 2013 | 2015 | 2017 | 2019 | 2020 | 2022 |